# Porphyrinia parvoides
Porphyrinia parvoides là một loài bướm đêm trong họ Noctuidae.